# Partido Socialista Revolucionario (Colombia)
El Partido Socialista Revolucionario (PSR) fue el primer partido político marxista estable de la historia de Colombia.

## Historia
Fue fundado en 1926 durante la realización del III Congreso Obrero, con amplia ascendencia en los obreros de la Confederación Obrera Nacional, así como en ligas campesinas, de inquilinos e indígenas. 
En 1927 se realizó su I Convención Nacional en La Dorada, siendo apresado por la policía toda su dirección nacional, que terminó sesionando en la cárcel de dicho municipio.
Entre sus militantes ilustres estuvieron María Cano, Tomás Uribe Márquez, Felipe Lleras, Ignacio Torres Giraldo, Gilberto Vieira White, y José Gonzalo Sánchez.
El fracaso de la huelga de las bananeras en Magdalena, en 1928, sumió al PSR en una honda crisis que conlleva a su división práctica.
El 17 de julio de 1930, el pleno ampliado de su Comité Central lo renombra como Partido Comunista de Colombia, sección de la Internacional Comunista, iniciando una campaña de "bolchevización", de la que saldrán marginados de las filas partidarias María Cano y Tomás Uribe Márquez.